# Dargavs

Dargavs (em russo:Даргавс) é uma necrópole dentro do vilarejo de Dargavs localizado na unidade de Ossétia do Norte-Alania ao sul da Federação Russa.

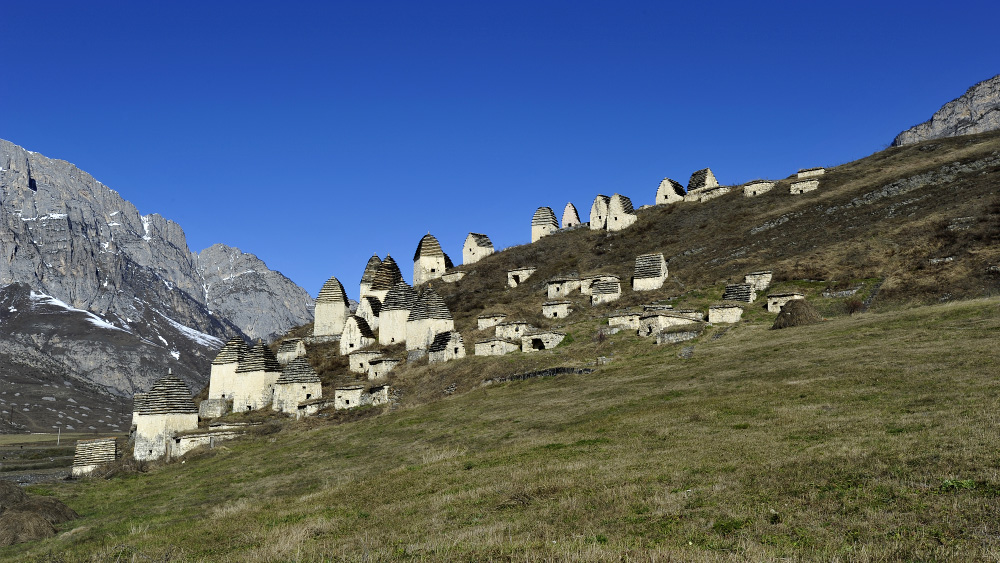
Imagem de Dargavs.